# ROCK&SOUL
『ROCK&SOUL』（ロック・アンド・ソウル）は、日本のシンガーソングライター、清木場俊介のスタジオ・アルバムである。2010年11月24日発売。

## 概要
3タイトル連続リリースの第3弾。前作「FLYING JET」から1年ぶりのリリースで、レーベル移籍後3枚目のスタジオ・アルバムとなる。
「初回限定盤（DVD付）」と「通常盤（CDのみ）」の2形態で発売。
アルバムタイトル「ROCK&SOUL」には、「“生き様”と“魂”」という意味を持っている。
オリコンウィークリーチャート10位を記録し、1stアルバム『清木場俊介』以来2作目のTOP10入りとなった。
2010年12月18日から2011年4月16日にかけてホールツアー『ROCK&SOUL 2010-2011』が敢行された。

## 収録曲
全曲 作詞：清木場俊介 / 編曲：弥吉淳二

### DISC1（CD）
1. 魔法の言葉 [4:09]
（作曲：川根来音）
12thシングル。3タイトル連続リリースの第1弾。
  - テレビ朝日系『Future Tracks→R』2010年10月度OPENING TRACK

アルバムの1曲目がシングル曲となるのは、2ndアルバム『IMAGE』以来3年ぶりとなった。
2. 風に唄えば… [4:47]
（作曲：清木場俊介・川根来音）
  - TBS系『ニューイヤー駅伝2011』テーマソング

アルバム制作の後半に完成した楽曲[5]。
3. 君を探してる [4:06]
（作曲：清木場俊介）
月の兎を恋愛にたとえた楽曲。当初はバラード調だったそうだが、「甘すぎた」と判断し現在のミディアムロック調になったとのこと[5]。
4. 永遠 [4:53]
（作曲：川根来音）
アルバムの1年ほど前に制作された楽曲[5]。"禁断の愛"をテーマに書き上げたという。「君を探してる」や「プロポーズ」もほとんど全てが妄想だという。
このアルバムに先行して、レンタル限定ミニ・アルバム『BALLAD SELECTION』に収録されている。
5. プロポーズ [4:57]
（作曲：清木場俊介）
ファンとの「ハッピーエンドの曲を作る」という公約から生まれた曲だという[5]。清木場曰く「この曲ほど、男女で反応が分かれるのも珍しい」とのこと。
6. 夜に消えても…。 [5:48]
（作曲：清木場俊介）
清木場によると、歌詞のイメージは「夢の中の朝」。なお、清木場は自身で書いた楽曲でナンバーワンとしている[5]。
7. エール [4:32]
（作曲：清木場俊介・川根来音 / ストリングスアレンジ：岡村美央）
13thシングル。このアルバムに先行して、『BALLAD SELECTION』に収録されている。
3タイトル連続リリースの第2弾。
  - テレビ朝日系『お願い!ランキング』2010年11月度エンディングテーマ
8. GO! WAY! [3:41]
（作曲：西広ショータ）
「自分を信じてもいいんじゃない？」というメッセージを表現した楽曲[5]。
ライブでのコール&レスポンスの際、「唄い人」のサビの1フレーズを歌っている。
9. FAKE [4:02]
（作曲：清木場俊介）
ベースで作られた楽曲で、ハードロック調に仕上げられている[5]。隠れテーマは"F●CK"だという。
本人曰く「女性に評判がいい曲」[3]。
10. FLASHBACK [3:38]
（作曲：川根来音）
11. 僕らの絆 〜仲間への手紙〜 [5:04]
（作曲：清木場俊介 / ストリングスアレンジ：鎌田真吾）
清木場曰「ファンに書かせてもらった曲」[5]。
「ROCK & SOUL」ツアーからこの楽曲をライブのラストに観客全員が合唱するのが恒例となっている（この観客全員で歌った音源はライブ・アルバムに「僕らの絆 〜仲間からの返事〜」として収録される）。
12. 終わりなき旅路の中で… [7:02]
（作曲：清木場俊介・川根来音 / ストリングスアレンジ：岡村美央）
このアルバムに先行して、『BALLAD SELECTION』に収録されている。
詳しくは該当する項目を参照のこと。
コーラスを清木場組ちびっこコーラス隊が担当している。

### DISC2（DVD）
1. 魔法の言葉 MUSIC VIDEO
2. エール MUSIC VIDEO

## 参加ミュージシャン
| 魔法の言葉 - 清木場俊介：Vocal, Chorus - 村石雅行：Drums - 小池ヒロミチ：Bass - 弥吉淳二：Electric Guitar, Acoustic Guitar - 染谷俊：Organ, Piano 風に唄えば… - 清木場俊介：Vocal, Chorus - 玉田童夢：Drums - 住吉中：Electric Bass - 弥吉淳二：Electric Guitar, Acoustic Guitar, Tambourine - 染谷俊：Piano - 山本一：Tenor Sax - 大和田保紀：Programming 君を探してる - 清木場俊介：Vocal, Chorus - 玉田童夢：Drums - 小池ヒロミチ：Electric Bass - 弥吉淳二：Electric Guitar, Acoustic Guitar, Tambourine - 染谷俊：Organ - 大和田保紀：Programming 永遠 - 清木場俊介：Vocal, Chorus - 村石雅行：Drums - 小池ヒロミチ：Electric Bass - 弥吉淳二：Electric Guitar, Acoustic Guitar - 染谷俊：Piano - 大和田保紀：Programming - 山本一：Flute プロポーズ - 清木場俊介：Vocal, Blues Harp - 弥吉淳二：Acoustic Guitar 夜に消えても…。 - 清木場俊介：Vocal, Chorus - 村石雅行：Drums - 小池ヒロミチ：Electric Bass - 弥吉淳二：Electric Guitar, Acoustic Guitar, Tambourine - 染谷俊：Organ - 大和田保紀：Programming | エール - 清木場俊介：Vocal, Chorus - 村石雅行：Drums - 小池ヒロミチ：Electric Bass - 弥吉淳二：Electric Guitar, Acoustic Guitar, Tambourine - 染谷俊：Piano - 岡村美央ストリングス：Strings GO! WAY! - 清木場俊介：Vocal, Blues Harp, Chorus - 玉田童夢：Drums - 小池ヒロミチ：Electric Bass - 弥吉淳二：Electric Guitar, Tambourine - 染谷俊：Organ, Piano FAKE - 清木場俊介：Vocal, Chorus - 高橋まこと：Drums - 小池ヒロミチ：Electric Bass - 弥吉淳二：Electric Guitar, Tambourine - 染谷俊：Organ - 川根来音：Blues Harp, Fake FLASHBACK - 清木場俊介：Vocal, Blues Harp, Chorus - 城戸紘志：Drums - 小池ヒロミチ：Electric Bass - 弥吉淳二：Electric Guitar - 染谷俊：Organ 僕らの絆 〜仲間への手紙〜 - 清木場俊介：Vocal, Chorus - 玉田童夢：Drums - 小池ヒロミチ：Electric Bass - 弥吉淳二：Electric Guitar, Acoustic Guitar - 染谷俊：Piano - 大和田保紀：Programming - 林こずえストリングス：Strings 終わりなき旅路の中で… - 清木場俊介：Vocal, Chorus - 玉田童夢：Drums - 小池ヒロミチ：Electric Bass - 弥吉淳二：Electric Guitar, Acoustic Guitar, Tambourine - 染谷俊：Piano - 岡村美央ストリングス：Strings - 清木場ちびっこコーラス隊：Chorus - 相澤海花 - 青島百花 - 藤澤佑太 - 池田莉紗 - 池田麗温 - 石本駿 - 板倉可奈 - 大北啓太 - 小倉楓果 - 河合優衣 - 川嶋碧波 - 木村里緒 - 齋藤亜美 - 佐久間大地 - 須賀瑛翔 - 田中麻琴 - 田中美優 - 中村莉緒 - 成冨誓真 - 服部有那 - 広瀬葉月 - 前川笑瑚 - 松井萌華 - 森田凪沙 - 山口明日香 - 山口万里萌 - 山野井知優 - 吉田ひな |